# デーヴ・ゲルツ
デーヴ・ゲルツ（Dave Goelz、1946年7月16日 - ）はアメリカ合衆国の人形使い。
ジム・ヘンソンのマペットの主要な人形使いとして『マペット・ショー』（ゴンゾ、ブンゼン、ズート、他）、『フラグルロック』（ブーバー・フラグル、マットおじさん、他）などを演じた。

## 出演作品

### テレビ
1976年-1981年
- マペット・ショー（ゴンゾ、ブンゼン、ズート、ボー、ボーレガード、他）

1977年
- マペットのクリスマス（ウェンデル・ポーキュパイン、キャットフィッシュ、他）

1983年-1987年
- フラグルロック（ブーバー・フラグル、マットおじさん、ファイロ、他）

1986年
- ザ・クリスマス・トイ（ラグビー）

1987年
- マペット・ファミリー・クリスマス（ゴンゾ、ブンゼン、ズート、ブーバー・フラグル、他）

1989年
- ジム・ヘンソンのファンタジー・ワールド（ゴンゾ、ディジット、他）

1991年
- 恐竜家族（アール・シンクレア（顔の人形芸）、他）

1994年-1997年
- ジム・ヘンソンのアニマル・ショー（スティンキー、他）

1996年-1998年
- マペット放送局（ゴンゾ、ウォルドーフ、ランディ、ビル、エルヴィスの一人、他）

2002年
- カーミットのどろんこ大冒険（ウォルドーフ）
- マペットのメリー・クリスマス（ゴンゾ、ウォルドーフ、ブンゼン）

2005年
- マペットのオズの魔法使い（ゴンゾ、ブンゼン、ウォルドーフ、ズート）

2015年
- ザ・マペッツ（ゴンゾ、ブンゼン、ウォルドーフ、ズート、チップ、ランディ）

2019年
- ダーククリスタル: エイジ・オブ・レジスタンス（バフィ）

2020年
- マペット大集合!（ゴンゾ、ブンゼン、ボーレガード、他）

### 映画
1979年
- マペットの夢みるハリウッド（ゴンゾ、ブンゼン、ズート）

1981年
- マペットの大冒険/宝石泥棒をつかまえろ!（ゴンゾ、ボー、ブンゼン、ズート、他）

1982年
- ダーククリスタル（人形芸のみ：フィズギー、将軍）

1984年
- マペットめざせブロードウェイ!（ゴンゾ、ズート、ボー、他）

1986年
- ラビリンス/魔王の迷宮（人形芸のみ：サー・ディディモス、他）

1992年
- マペットのクリスマス・キャロル（ゴンゾ、ロバート・マーレイ（ウォルドーフ）、ブンゼン、他）

1996年
- マペットの宝島（ゴンゾ、ブンゼン、ウォルドーフ、ズート）

1999年
- ゴンゾ宇宙に帰る（ゴンゾ、ブンゼン、ウォルドーフ、ズート、シェフ、他）
- エルモと毛布の大冒険（巨大のニワトリ）

2011年
- ザ・マペッツ（ゴンゾ、ブンゼン、ウォルドーフ、ズート、ボー、ボーレガード、他）

2014年
- ザ・マペッツ2/ワールド・ツアー（ゴンゾ、ブンゼン、ウォルドーフ、ズート、ボー、ボーレガード、他）

2015年
- インサイド・ヘッド（フランク）

2021年
- マペットのホーンテッドマンション（ゴンゾ、ブンゼン、ウォルドーフ、ズート、チップ、他）

2024年
- インサイド・ヘッド2（マインドポリス1）